# ژوردی بیلچس
ژوردی بیلچس (کاتالونیایی: Jordi Vilches؛ زادهٔ ۱۹ نوامبر ۱۹۷۹) بازیگر اهل اسپانیا است.
از فیلم‌ها یا مجموعه‌های تلویزیونی که وی در آن‌ها نقش داشته است می‌توان به فیلم اسپانیایی اشاره نمود.